# Satoši Otomo
Satoshi Otomo, filipinski nogometaš, * 1. oktober 1981.
Za filipinsko reprezentanco je odigral eno uradno tekmo.